# Farynowo (stacja kolejowa)
Farynowo (biał. Фарынава, ros. Фариново) – stacja kolejowa w miejscowości Farynowo, w rejonie połockim, w obwodzie witebskim, na Białorusi. Położona jest na linii Połock – Mołodeczno.

## Historia

### Do 1939

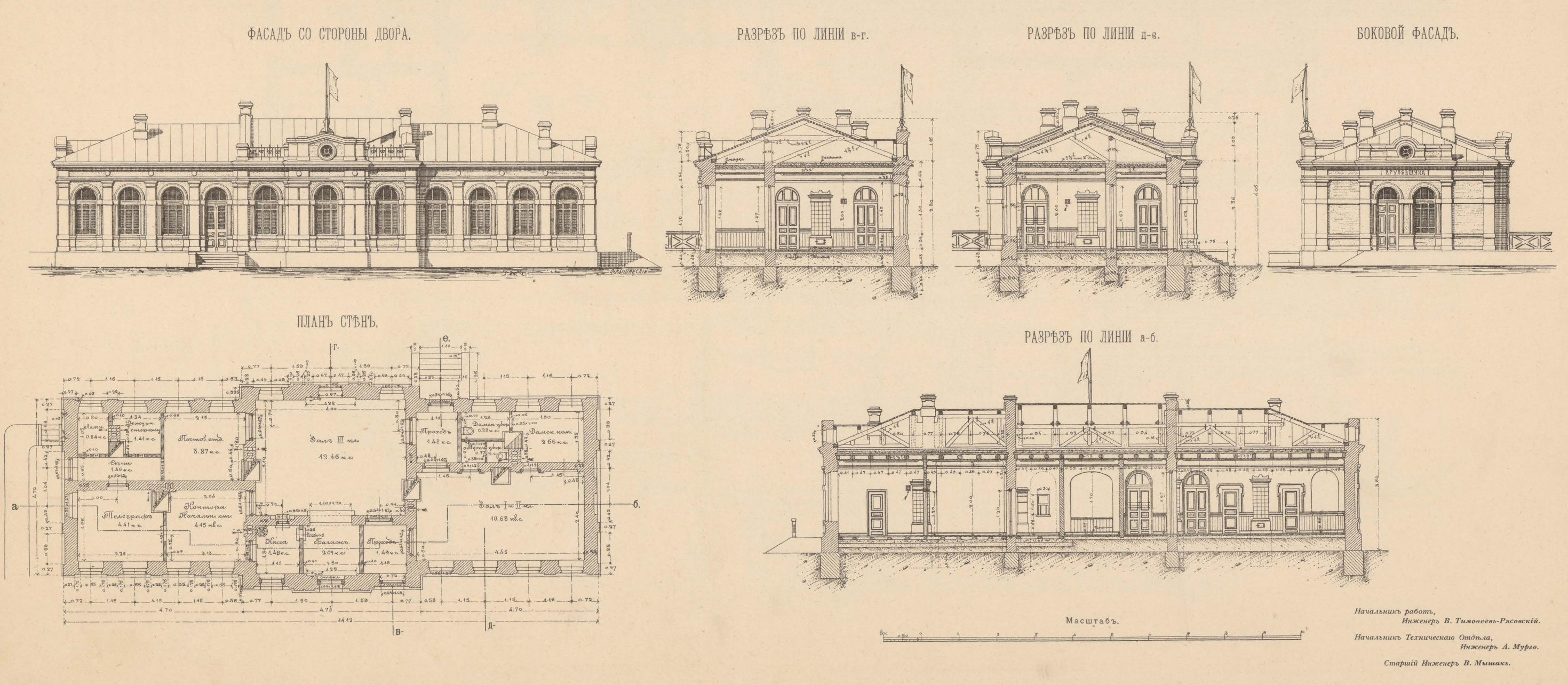
Plan budynku stacyjnego z 1903

Stacja powstała wraz ze zbudowaną w latach 1902-1907 koleją bołogojsko-siedlecką. W dwudziestoleciu międzywojennym była sowiecką stacją graniczną na granicy z Polską, będąc najdalej na północ położonym polsko-radzieckim kolejowym przejściem granicznym. Po stronie polskiej stacją graniczną było Zahacie. Do Zahacia z Sowietów doprowadzony był tor szeroki, a do Farynowa z Polski biegł tor normalny.
Pasażerski ruch transgraniczny był prowadzony. Był jednak niewielki. Pociągi Kolei Radzieckich wjeżdżały w głąb Polski do Zahacia, dla składów PKP Farynowo było stacją końcową. W latach 20. rozkładowo w Farynowie miały się zatrzymywać dwa transgraniczne pociągi tygodniowo. W praktyce ruch był nieregularny, a połączenia często odwoływano z powodu braku pasażerów. W latach 30. liczba osób chcących w Farynowie/Zahaciu przekroczyć granicę znacznie zmalała, spadając nawet do kilku pasażerów miesięcznie. Należy zaznaczyć, że gdy jeszcze w latach 20. istniały w okolicy drogowe przejścia granicznie, tak w latach 30. podróż koleją była jedyną możliwością legalnego przekroczenia granicy w tych okolicach. Na niewielką liczbę podróżnych, prócz powodów politycznych, wpływał także brak większych ośrodków miejskich, tak po polskiej, jak i po sowieckiej stronie granicy.
Przez granicę głównie odbywały się transporty towarowe, a Farynowo było główną stacją przeładunkową linii. W pierwszych latach po I wojnie światowej transgraniczny ruch pociągów nie był regularny. Sytuacja unormowała się w połowie lat 20. Do Farynowa przychodziły z Polski m.in. wagony ze śląskim węglem, żelazem, maszynami czy produktami metalowymi eksportowanymi do Sowietów. Do Polski wysyłano w większości puste wagony. Import zmniejszył się w latach 30. po industrializacji ZSRR.

### Po 1939

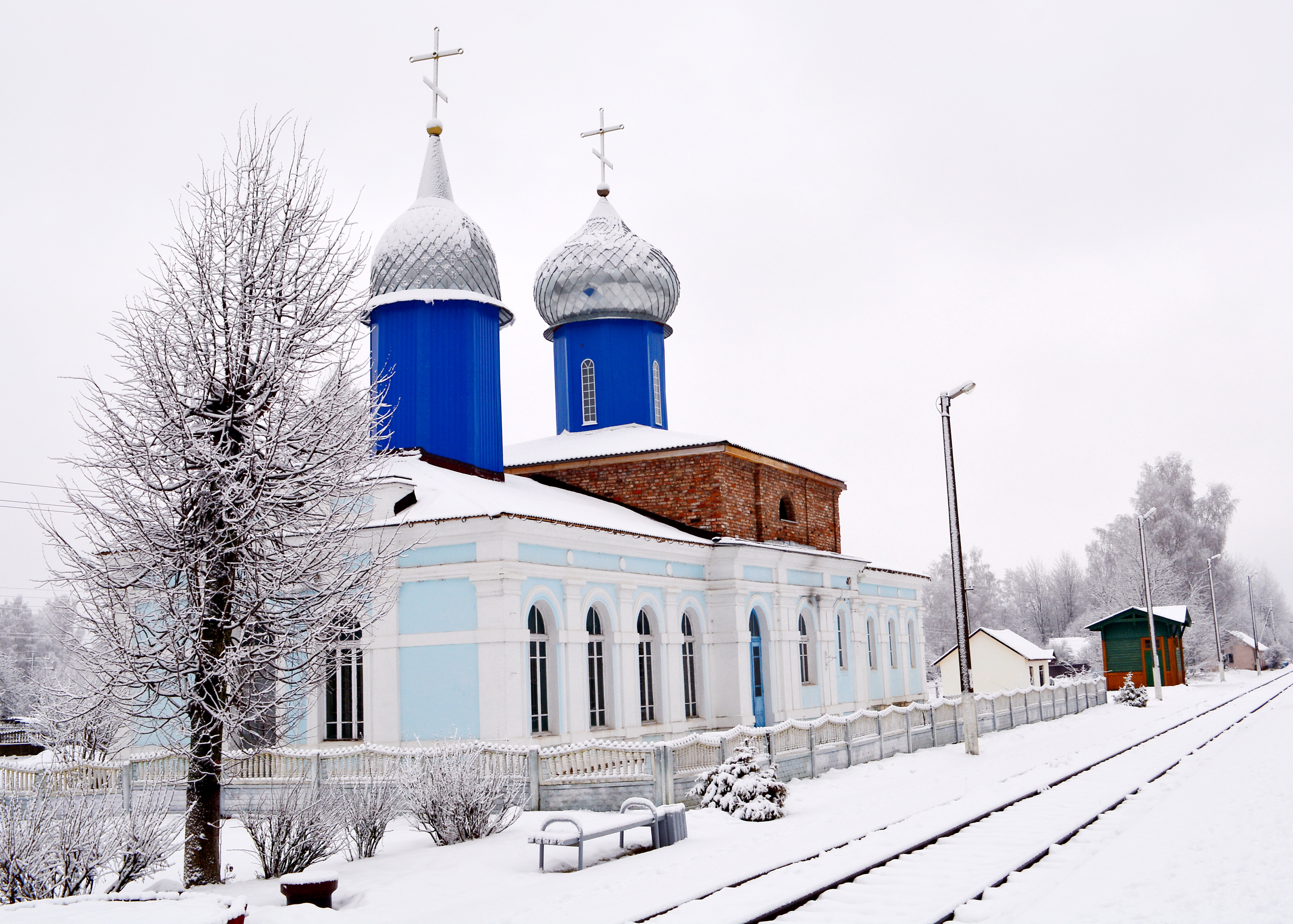
Dawny budynek stacyjny; obecnie cerkiew

W 1940 do Zahacia i Farynowa doprowadzano składy normalnotorowe z deportowanymi Polakami. Na tych stacjach komunistyczni funkcjonariusze przepędzali wysiedleńców do wagonów szerokotorowych, którymi osoby te jechały dalej, w głąb ZSRS. Po wojnie przyłączono tereny na zachód od Farynowa do Związku Radzieckiego i stacja utraciła nadgraniczny charakter.
Do XXI w. budynek stacyjny pochodzący z czasów carskich popadł w ruinę. Następnie został przerobiony na cerkiew i wyremontowany.